# Társadalomtudományok és Európa-tanulmányok Intézete

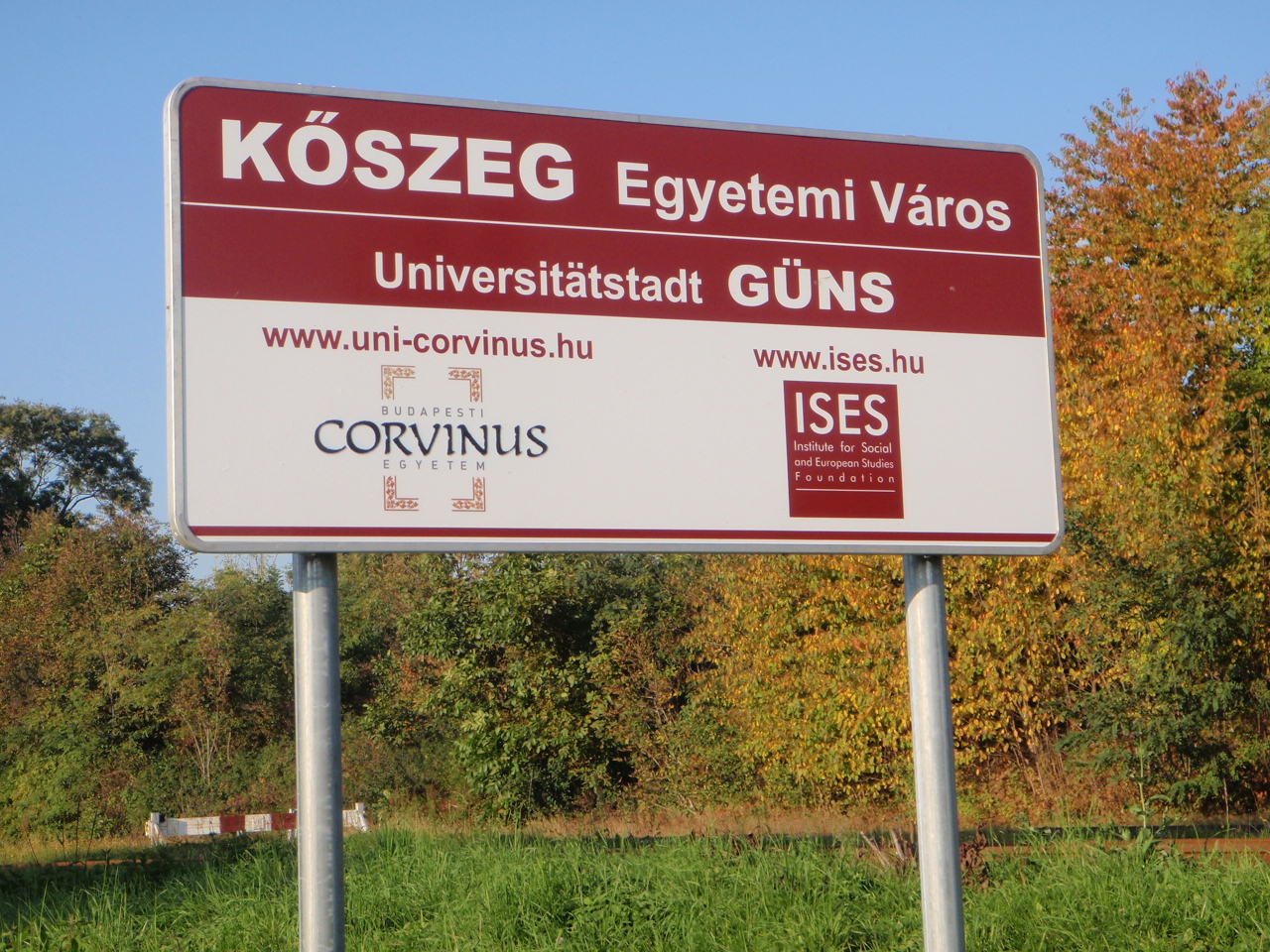
Kőszeg Egyetemi Város

Az ISES (angol rövidítés: Institute for Social and European Studies), magyarul Társadalom- és Európa-tanulmányok Intézete egy magyar agytröszt. Célja és tématerülete az európai integráció.
Kutatásokat végez és konferenciákat szervez az európai integráció, Közép-Európa és a magyar társadalmi-gazdasági fejlődés témaköreiben. Az oktatás Szombathelyen és Kőszegen zajlik.
Igazgató: Prof. Miszlivetz Ferenc
Meghatározó tagok: Prof. Hankiss Elemér, Dr. Bariska István, Dr. Pogátsa Zoltán.